# Магматогенні води
Води магматогенні (рос. магматогенные воды, англ. magmatic waters, нім. magmatagene Wässer n pl) — часто ототожнюються з ювенільними.
Магматогенні води — води глибинного або ендогенного походження. Їх наявність обґрунтував австрійський геолог Е. Зюсс, створивши теорію походження підземних вод за інтрузивних та ефузивних процесів. Вона полягає в тому, що під час цих процесів із магми, що вміщує до 10 % Н2О, виділяється пара води, а також гази — кисень і водень, які у подальшому утворюють воду. Окрім того, у зоні глибокого метаморфізму відбувається дегідратація мінералів, що вміщують конституційну (кристалізаційну) воду. Пара води, що утворилася таким чином, піднімається вгору з зон високих температур і тисків у зони з нижчими температурами і тисками та конденсується, перетворюючись у підземну воду. Магматогенні підземні води мають назву ювенільних.
Магматогенні води перші вступають у зовнішній кругообіг. Молекули М.в. генеруються у магмі або мантії з водню та кисню. За способом проникнення з мантії і глибинних частин земної кори розрізняють вулканічні води, що виділяються у вигляді пари з магми у процесі її підйому та охолодження, а потім конденсуються у верхніх горизонтах, і крізь магматичні газово-рідинні розчини, які репрезентують регіональний висхідний потік з вогнищ глибинного магматизму. Як вважає Д. Коржинський, крізь магматичні розчини викликають гранітизацію осадових порід. Відділяючись потім від гранітного розплаву, ця вода надходить у земну кору.